# روتانا
روتانا (بالإنجليزية: Rotana) هي شركة تسجيلات سعودية تابعة لمجموعة روتانا الترفيهية. انطلقت عام 1982 وبدأت في تصنيع الأسطوانات حتى باتت في فجر الألفية الجديدة أكبر شركة للإنتاج الفني العربي في عالم الموسيقى والأفلام.[بحاجة لمصدر] وتضم حاليًا أكثر من 100 مطرب ومؤدي.
يملك الأمير السعودي الوليد بن طلال بن عبد العزيز أغلبها واشترت النيوز كوربوريشن (المملوكة من روبرت مردوخ) 18% من روتانا بقيمة 70 مليون دولار.

## تسجيلات روتانا
تسجيلات روتانا (بالإنجليزية: Rotana Records) هي أكبر وأقوى الشركات العربية في تسجيل وإنتاج الأغاني العربية. والشركة وقعت عقودا مع أكبر نجوم الغناء في العالم العربي نذكر منهم. محمد فؤاد، عبدالله الرويشد، نوال الكويتية، محمد عبده، رابح صقر، عبد المجيد عبد الله، عبادي الجوهر، عمرو دياب، كاظم الساهر، ماجد المهندس، حاتم العراقي، جورج وسوف، اليسا، نوال الزغبي، نجوى كرم، فلة الجزائرية، سميرة سعيد، ديانا حداد، وائل كفوري، هيفاء وهبي، باسكال مشعلاني، أحمد الشريف، عاصي الحلاني، صابر الرباعي، فضل شاكر وغيرهم.

## قنوات روتانا التلفزيونية والفضائية
في سنة 2003، أطلقت روتانا شبكة قنواتها التلفزيونية التي تضمّ خمس قنوات فضائية مجانية هي: روتانا موسيقى، روتانا كليب، روتانا طرب، روتانا أغاني، روتانا خليجية هذه القنوات مخصّصة للأغاني العربية الحديثة، الأغاني الكلاسيكية والطربية، والموسيقى الخليجية، وفي سنة 2009 تم تقليص القنوات الموسيقية إلى قناتين روتانا موسيقى وروتانا كليب بالإضافة إلى بث قناة روتانا زمان أغاني قديمة.
روتانا سينما وروتانا زمان وهي قنوات فضائية غير مشفّرة وتعتبر من القنوات العربية المتخصصة في الأفلام السينمائية والأفلام الكلاسيكية العربية القديمة.
في 21 مايو 2011 تم افتتاح قناة روتانا مصرية، وفي 2012 تم افتتاح قناة روتانا أفلام، روتانا كلاسيك وفي 2017 انطلق بث قناة روتانا دراما المختصة في عرض المسلسلات العربية (المصرية والسورية واللبنانية والخليجية) والمسلسلات التركية وفي
2020 انطلق بث قناة روتانا كيدز المختصة في عرض المسلسلات والأفلام والبرامج العربية للأطفال.
في تاريخ 20 أبريل انطلق بث قناة روتانا كوميدي، وأعمال كلها منتقاة بعناية من مكتبة روتانا
أفضل المسلسلات الكوميدية وأفلام الكوميدي من الدرجة الأولى، إضافة إلى أجمل المسرحيات الكوميدية.[بحاجة لمصدر]

## مكتبة للأفلام والإنتاج السينمائي
تملك روتانا مكتبة أفلام عربية تحتوي على أكثر من 2000 فيلم سينمائي من أفلام الزمن القديم إلى أحدث الأفلام السينمائية، وبذلك تكون روتانا تمتلك أضخم مكتبة أفلام عربية في العالم، أي ما يفوق %60 من حصة السوق. ومؤخراً، وقّعت روتانا عقداً مع شركة Linux Based Digital Solution كي تضمن أفضل نوعية في حفظ الأفلام رقمياً.

## إذاعة روتانا
شبكة الإذاعة: تضم أربعة اذاعات لروتانا حالياً وهي:
| اسم الاذاعة           | الدولة   | التردد                              |
| --------------------- | -------- | ----------------------------------- |
| راديو روتانا السعودية | السعودية | الرياض 88.0 fm جدة والدمام 100.0 fm |
| روتانا دلتا           | لبنان    | 102.0 FM                            |
| راديو روتانا الأردن   | الأردن   | 99.9 FM 90.5 FM                     |
| روتانا ستايل          | سوريا    | 105.0FM                             |

## مجلة روتانا
تصدر مجموعة روتانا مجلة أسبوعية باللغة العربية باسم «روتانا» وتم تغيير الاسم مؤخرا إلى «مجلة روتانا». وتحتوي المجلة على آخر الأنباء والتقارير الفنية والغنائية في العالم العربي.

## روتانا للخدمات الإعلامية
روتانا للخدمات الإعلامية (بالإنجليزية: Rotana Media Services - RMS) وتقدم الشركة الخدمات الإعلامية لقنوات روتانا التلفزيونية، ومحطات روتانا الإذاعية، مجلة روتانا وغيرها، وللشركة مكاتب تمثيل في كل من الرياض، جدة، بيروت، دبي، القاهرة، دمشق، تونس، الجزائر، المغرب، فرنسا (لكل أوروبا) واليابان.

## روتانا أوتدور
روتانا أوتدور (بالإنجليزية: RMS Outdoor) تعنى بالإعلانات الخارجية

## استوديوهات روتانا
استوديوهات روتانا (بالإنجليزية: Rotana Studios) هي شركة تعنى بإنتاج عدد من الأفلام خلال السنة لعرضها جماهيريا في صالات السينما، أو عرضها على إحدى قنوات روتانا التلفزيونية.

## مقاهي روتانا
مقاهي روتانا (بالإنجليزية: Rotana Café) تقدّم مجموعة مقاهي تحمل اسم روتانا.

## معرض الصور

شعار شركة روتانا 1982-1996
شعار شركة روتانا 1997-2001
شعار شركة روتانا 2002-2003

## وصلات خارجية
- الموقع الرسمي